# Menonitas Rivas Palacio
Menonitas Rivas Palacio (auch: Menonita Rivas Palacio oder Rivas Palacio de Menonitas) ist eine stadtähnliche Flächensiedlung im Departamento Santa Cruz im südamerikanischen Andenstaat Bolivien.

## Lage im Nahraum
Menonitas Rivas Palacio ist die bevölkerungsreichste Ortschaft im Municipio Cabezas in der Provinz Cordillera. Die Siedlung liegt auf einer Höhe von 371 m in einer intensiv genutzten Agrarregion dreizehn Kilometer westlich des Río Grande, der hier endgültig das bolivianische Tiefland erreicht hat.

## Geographie
Menonitas Rivas Palacio liegt am südöstlichen Rand der bolivianischen Cordillera Oriental im Bereich des subtropischen Klimas und ist geprägt durch eine halbjährige Trockenzeit, die von Mai bis Oktober reicht.
Die Durchschnittstemperatur der Region beträgt etwa 24 °C (siehe Klimadiagramm Cabezas), die Monatswerte schwanken zwischen 20 °C im Juni und Juli und 27 °C im Dezember und Januar. Der Jahresniederschlag beträgt 800 mm, feuchteste Monate sind Januar und Februar mit 130 mm und trockenste Monate Juli und August mit weniger als 20 mm im langjährigen Durchschnitt.

## Verkehrsnetz
Menonitas Rivas Palacio liegt 76 Kilometer südlich von Santa Cruz, der Hauptstadt des gleichnamigen Departamentos.
Von Santa Cruz führt die asphaltierte Nationalstraße Ruta 9 in südlicher Richtung über Villa Simón Bolívar nach Basilio und weiter nach Süden über Cabezas, Abapó, Ipitá und Villamontes nach Yacuiba an der bolivianischen Grenze zu Argentinien. Sechs Kilometer südlich von Basilio zweigt eine unbefestigte Landstraße in östlicher Richtung von der Ruta 9 ab und erreicht nach etwas mehr als zwanzig Kilometern das Zentrum von Menonitas Rivas Palacio. 

## Bevölkerung
Die Einwohnerzahl der Ortschaft hat sich im vergangenen Jahrzehnt nur unwesentlich verändert. Bei der Volkszählung von 2001 notierte die Ortschaft noch mit 5.805 Einwohnern, firmiert bei der Volkszählung 2012 jetzt jedoch als Menonitas Rivas Palacio (3.770 Einwohner) und Ribera Palacios (1.382 Einwohner):
| Jahr | Einwohner         | Quelle       |
| ---- | ----------------- | ------------ |
| 1992 | keine Detaildaten | Volkszählung |
| 2001 | 5 805             | Volkszählung |
| 2012 | 3 770             | Volkszählung |
| 2024 |                   | Volkszählung |

Die Siedlung ist – wie der Name schon sagt – in erster Linie besiedelt mit Familien der Glaubensgemeinschaft der Mennoniten, die sich in Bolivien vor allem im Departamento Santa Cruz angesiedelt haben.